# Sedličky
Sedličky jsou vesnice a část okresního města Jičín. Nachází se na severovýchodě Jičína. Sedličky leží v katastrálním území Jičín o výměře 12,06 km². Město Jičín v této části provozuje útulek pro psy.

## Doprava
U hranice s obcí Valdice je umístěna železniční stanice Jičín zastávka ležící na trati 041. Autobusová zastávka je umístěna poblíž Valdštejnské lodžie. Osadou prochází také původní trasa (před přeložkou) silnice II/286.

## Pamětihodnosti
- Valdštejnská lodžie, park Libosad, Valdická obora
- Jičínský židovský hřbitov
- Kostel Všech svatých
- Zvonice
- Kaple svaté Máří Magdaleny
- Přírodní památka Zebín